# Новый Мосыр
Но́вый Мосы́р (укр. Нови́й Моси́р) — село в Голобской поселковой общине Ковельского района Волынской области Украины.
Код КОАТУУ — 0722185201. Население по переписи 2001 года составляет 219 человек. Почтовый индекс — 45092. Телефонный код — 3352.